# Krikor Hindié
Krikor Hindié, auch Gregorio Hindié, vollständiger Name Grégoire Georges Camille Hindié, (* 20. Februar 1891 in Aleppo, Syrien; † 17. April 1967 in Rom) war armenisch-katholischer Erzbischof von Aleppo.

## Leben
Krikor Hindié empfing am 25. März 1917 die Priesterweihe für die armenisch-katholische Kirche. Seine Ernennung zum Erzbischof von Aleppo erfolgte am 10. August 1933. Der Patriarch von Kilikien Erzbischof Avedis Bedros XIV. Arpiarian und die Mitkonsekratoren Erzbischof Jean Naslian (ehemaliges Erzbistum Trabzon in der Türkei) und Erzbischof Jacques Nessimian (Iskanderia in Ägypten) spendeten ihm am 29. Oktober 1933 die Bischofsweihe. Er trat am 10. Mai 1952 zurück und wurde gleichzeitig zum Titularerzbischof von Pedachtoë ernannt. Als Alterzbischof von Aleppo war er zum Ordinarius der Armenier in Rom berufen und übte dieses Amt bis zu seinem Tod am 17. April 1967 aus.
Erzbischof Hindié war Mitkonsekrator bei Seraphin Uluhogian CAM, dem Generalabt der Mechitaristen, zum Titularerzbischof von Chersonesus in Zechia und bei Garabed Amadouni zum Titularbischof von Amathus in Cypro, dem Apostolischen Exarchen von Sainte-Croix-de-Paris (Frankreich).